# Iuliu Baratky
Gyula Barátky o Iuliu Baratky (Nagyvárad, 4 de maig de 1910 - Bucureşti, 14 d'abril de 1962) fou un futbolista romano-hongarès de les dècades de 1930 i 1940 i entrenador.
Disputà 20 partits amb la selecció de futbol de Romania, amb la qual participà en els Mundials de 1934 i 1938, a més de 9 partits amb la selecció d'Hongria. Pel que fa a clubs, defensà els colors de clubs com el CA Oradea, Hungária o Rapid București.